# Teatrzyk Towarzyski
Teatrzyk Towarzyski – studencki zespół teatralny w Poznaniu, działający pod kierownictwem Jacka Kowalskiego.

## Historia
Zespół tworzony głównie przez studentów i absolwentów Uniwersytetu Poznańskiego wywodzi się z szopek - jasełkowych spektakli z wyrazistymi tekstami odnoszącymi się do aktualnych wydarzeń społeczno-politycznych - pisanych i wystawianych regularnie od 1988 r. przez Jacka Kowalskiego (znane jako Szopki Dominikańskie i Szopki Jacka Kowalskiego) w duszpasterstwie akademickim oo. dominikanów, z inspiracji i pod patronatem o. Jana Góry. Jacek Kowalski jest również autorem wystawianych przez zespół komediodramatów historycznych, jak Historia o Gogolewskim (2001, wznow. 2005, 2008) i Cesarski ciach (2006).
Poza samym Jackiem Kowalskim, oprawę muzyczną zapewnia zespół Monogramista JK i Anita Murawka z d. Bittner (aranżacja). Reżyserami są Dorota Latour i Joanna Kiersztejn. Skład zespołu aktorskiego jest zmienny i łączy zarówno osoby uczestniczące od początku w jego działalności, jak i występujące epizodycznie.